# Алберт Велики
Алберт Велики (лат. Albertus Magnus; рођен између 1193. и 1206, умро 15. новембар 1280), познат и као свети Алберт Велики и Алберт од Келна, био је доминикански фратар и немачки филозоф који је постао познат по свом опсежном знању и залагањем за мирољубиву коегзистенцију науке и религије. Сматра се највећим немачким филозофом средњег века. Био је први средњовековни интелектуалац, који је применио Аристотелову филозофију на хришћанско учење свога времена. Тома Аквински је био његов најславнији ученик.
Први је велики представник схоластике.

## Биографија
Рођен је негде између 1193. и 1206 у Лауингену у Баварској. Савременици попут Роџера Бејкона назвали су га „Велики“ још за његова живота, а то се односило на његову огромну репутацију као интелектуалца и филозофа. Најпре је студирао у Падови, где се упознао са Аристотеловом филозофијом. Постао је члан доминиканског реда 1223. (или 1229) године противно жељи своје породице. студирао је теологију у Болоњи и другде. Доминиканци су га послали у Келн, где је предавао неколико година. Држао је предавања у Регензбургу, Фрајбургу, Стразбуру и Хилдесхајму. У Париз одлази 1245, где докторира и где предаје неколико година теологију. У то време Тома Аквински је био ученик Алберта Великог.
Папа Александар IV га је 1260. поставио да буде бискуп у Регензбургу. Три године касније тражио је да га разреше дужности. Док је био бискуп одбијао је да јаше на коњу. Бискупију је обилазио пешице. касније је био на разним функцијама у доминиканском реду. У Аустрији је 1270. проповедао Осми крсташки рат. Бранио је и доктрину свога ученика Томе Аквинскога, чија га је смрт 1274. јако ражалостила. Албертово здравље је битно нарушено 1278, а умро је 1280. у Келну. Његов гроб је у крипти доминиканске цркве свети Андреас у Келну.
Данте, који је његову доктрину слободне воље поставио као базу свог етичког система, често га је спомињао. У Божанственој комедији Данте ставља Алберта и Тому Аквинског међу велике љубитеље мудрости у рају.
Проглашен је свецем 1622.

## Дела
Албертова дела су 1899, сакупљена у 38 волумена. Показало се да је имао енциклопедијско знање о многим предметима као што су логика, теологија, ботаника, географија, астрономија и астрологија, минералогија, хемија, зоологија, физиологија и друго. До свега је дошао преко логике и посматрања. Био је вероватно најчитанији аутор свога времена. Он је прочитао, интерпретирао и систематизовао све Аристотелове радове, ослободио их латинског превода и примедби арапских коментатора. Већина модерног знања о Аристотелу очувана је и представљена преко Алберта.
Албертова активност била је више филозофска, него теолошка. његови филозофски радови заузимали су 7 волумена и подељени су према аристотеловој схеми наука и састоје се од интерпретација и сажетака Аристотелових радова укључујући ту и дискусије савремених тема.
Његови главни теолошки радови су коментари у три волумена на Књигу реченица Петра Ломбарда и Summa Theologiae у два волумена.

## Алберт као научник
Његово знање природних наука било је обимно и за то доба значајно тачно. Његово проучавање Аристотела дало му је велику моћ систематског мишљења и излагања.
Много векова након његове смрти појавиле су се приче о њему као алхемичару и да се бавио магијом. Те приче су биле неосноване, Веровао је да камење има окултна својства, али никад није изводио алхемичарске експерименте или писао о томе. Био је заинтересован за астрологију. У средњем веку се веровало да небеска тела имају утицај на људе да се понашају на одређени начин и да астрологија може одредити вероватну будућност људског бића.
Филозофију је темељио на природној светлости ума, која долази од бога. Сматра да ум може доћи до многих истина, али да су неке од бога објављене истине разумски несхватљиве, као нпр истина о тројству. Алберт између филозофије и теологије не види сукоб, јер су обе дате од Бога. По питању универзалија сматра да је оно опште у божјем уму пре ствари. Касније опште је и у појединачним стварима, па тако људски ум спозанаје универзалије, али после стварања ствари. Тома Аквински је имао сличан поглед на универзалије.
Спознају је тумачио као откривање општег у стварима. Опште је од Бога и даје бит стварима. Чулима спознајемо појаву ствари, а то нас води ка општем. Пошто је опште од Бога Алберт сматра да спознајом на тај начин долазимо до Бога и то је по њему доказ постојања Бога. Потпуна спознаја Бога је по њему само плод вере.